# Sadako hoće živjeti
Sadako hoće živjeti je najpoznatija knjiga austrijskog pisca Karla Brucknera. Objavljena je 1961. godine, prevedena je na 70 jezika i prodano je više od dva milijuna primjeraka ove knjige. Knjiga se često može naći na listi lektira u školama u svrhu mirovne edukacije.

## Radnja
Glavni lik romana je djevojčica iz Hirošime Sadako Sasaki koja je s četiri godine doživjela atomsko bombardiranje Hirošime, i oboljeva od posljedica radijacije. Sadako vjeruje ako napravi 1000 ždralova od zlatnog papira da će ozdraviti. U japanskoj tradiciji ždralovi su simboli zdravlja i mira. Sadako se bori za svoj život, no ipak kada je napravila 990 ždralova umire.

## Citati
Opis prvog trenutka nakon eksplozije atomske bombe:

U toj je sekundi slika i prilika božja izvršila prvi pokušaj da uz pomoć znanosti uništi samu sebe.

## Vanjske poveznice
- Recenzija knjige na njemačkom